# Moora
Moora is een plaats in de regio Wheatbelt in West-Australië. Het ligt 177 kilometer ten noorden van Perth, 279 kilometer ten zuidoosten van Geraldton en 124 kilometer ten zuidoosten van Jurien Bay.

## Geschiedenis
De Juat Nyungah Aborigines waren de oorspronkelijke bewoners van de streek bij aanvang van de kolonisatie door de Europeanen.
In april 1836 ontdekte en verkende George Fletcher Moore de rivier Moore. Tussen 1841 en 1845 werd de Victoria-vlakte ontdekt. Pastoralisten begonnen zich in de streek te vestigen. In 1870 werkte Alexander Forrest de verkenning van een nieuwe inlandse postroute tussen Perth en Geraldton af en in 1871 werd de Victoria Plains Road Board opgericht.
In 1883 stelde John Waddington voor een spoorweg tussen Midland en Geraldton aan te leggen in ruil voor eigendomsrechten op land. In 1886 werd de overeenkomst tussen de overheid en de Midland Railway Company getekend en het jaar erop werd met de bouw van de spoorweg begonnen. In 1893 bereikte de spoorweg Moora en in 1894 reed de eerste trein tot Walkaway. Op 12 april 1895 werd Moora officieel gesticht. Er zijn verschillende theorieën over de oorsprong van de naam. Moora zou afkomstig zijn van de aboriginesnaam voor een plaats in de streek die murra murra werd genoemd wat "goede geest" zou betekend hebben. Volgens een andere theorie zou Moora "grootouder" betekend hebben en is niet bekend waar de plaatsnaam gebruikt werd.
Rond 1900 bestond Moora uit een hotel, een spoorwegstation, een winkel, een postkantoor, een politiekantoor en een gerechtsgebouw dat ook dienst deed als schooltje. De streek werd verder ontwikkeld toen de Midland Railway Company gronden begon te verkopen. In 1907 werd een plaatselijke wekelijkse krant uitgegeven en vestigden er zich winkeliers, handelaars in machineonderdelen, banken, een dokter en een makelaar. Op 11 december 1908 werd de Moora Road Board opgericht. In 1913 werd het gemeentehuis geopend en in 1925 een spoorweg tussen Toodyay en Miling. In 1933 werd Moora op het waternet aangesloten en de wegen in het dorp werden in de jaren '30 verhard.
Tijdens de Tweede Wereldoorlog werden duizenden soldaten in en rond Moora gestationeerd. Na de Tweede Wereldoorlog vestigden zich meer mensen in de streek door middel van een van de Soldier Settlement Schemes, het War Service Land Settlement Scheme.

## Beschrijving
Moora is het administratieve en dienstencentrum voor het landbouwdistrict Shire of Moora. Het is een verzamel- en ophaalpunt voor de oogst van de graanproducenten uit de streek die bij de Co-operative Bulk Handling Group aangesloten zijn.
In 2021 telde Moora 1.755 inwoners, tegenover 1.767 in 2006.

## Toerisme
Het Moora Community Resource & Visitors Centre is gevestigd in het oude spoorwegstation en biedt informatie over onder meer:
- de Moora Town Walk, een historische wandeling langs het erfgoed van het dorp
- de Moora Wildflower Drive en de Watheroo Wildflower Drive, autoroutes door het landschap van de streek waarbij tussen augustus en november een grote verscheidenheid aan wilde bloemen kan bekeken worden
- de Western Wildflower Farm, een bloemkwekerij
- het nationaal park Watheroo & Jingemia Cave
- enkele natuurgebieden in de streek met bewegwijzerde wandelpaden: Koojan Reserve, Stack Cooper Reserve en Candy Bush Reserve
- legerbasissen uit de Tweede Wereldoorlog waaronder Berkshire Valley, een historisch boerenerf uit de 19e eeuw op 20 kilometer van Moora
- Painted Road, een regionaal initiatief waar Moora deel van uitmaakt en waarbij historische en regionale gebeurtenissen op muren worden geschilderd
- de Carnaby Cockatoo Interpretative Walk Trail, een bewegwijzerde wandeling met informatie over de bedreigde dunsnavelraafkaketoe, de geschiedenis van Moora, de Eucalyptus salmonophloia en de andere lokale fauna en flora.
- Marah Homestead Ruins, een historische boerderij die nog deel heeft uitgemaakt van het klooster van New Norcia

Moora ligt tussen de toeristische trekpleisters The Pinnacles in nationaal park Nambung en het kloosterdorp New Norcia.

## Transport
Moora ligt langs de Midlands Road, de oorspronkelijke weg die Perth met Geraldton verbond, en die nu de Great Northern Highway met de Brand Highway verbindt. De busdienst N2 van Transwa stopt enkele keren per week in Moora.
Over de Midland-spoorweg die door Moora loopt rijden enkel goederentreinen, voornamelijk graantreinen van de CBH Group.
Ten zuiden van Moora ligt een startbaan.

## Klimaat
Moora kent een warm mediterraan klimaat, Csa volgens de klimaatclassificatie van Köppen. De gemiddelde jaarlijkse temperatuur bedraagt er 18,3 °C. De gemiddelde jaarlijkse neerslag ligt rond 453 mm.
Aldersyde · Amery · Ardath · Arthur River · Baandee · Babakin · Badgingarra · Badjaling · Bailup · Bakers Hill · Balkuling · Ballaying · Ballidu · Beacon · Beenong · Beermullah · Bejoording · Belka · Bencubbin · Bendering · Benjaberring · Beverley · Bilbarin · Bindi Bindi · Bindoon · Bodallin · Bolgart · Bonnie Rock · Boolading · Booraan · Brookton · Bruce Rock · Bullaring · Bullfinch · Bulyee · Bungulla · Buntine · Burakin · Burracoppin · Cadoux · Calingiri · Campion · Caraban · Carrabin · Cataby · Cervantes · Chandler · Chittering · Clackline · Cold Harbour · Congelin · Coomberdale · Copley · Corrigin · Cowcowing · Crossman · Cuballing · Culbin · Cunderdin · Dalwallinu · Dandaragan · Dangin · Darkan · Dattening · Dongolocking · Doodlakine · Dowerin · Dudinin · Dumbleyung · Duranillin · Dwarda · Ejanding · Elabbin · Erikin · Gabbin · Gingin · Goomalling ·  Grass Valley · Greenhills · Guilderton · Gwambygine · Harrismith · Highbury · Hines Hill · Holt Rock · Hyden · Jelcobine · Jennacubbine · Jennapullin · Jitarning · Jurien Bay · Kalannie · Karlgarin · Kellerberrin · Kondinin · Kondut · Koojan · Koolyanobbing · Koorda · Korbel · Korrelocking · Kukerin · Kulin · Kulja · Kulyaling · Kunjin · Kununoppin · Kweda · Kwelkan · Kwolyin · Lancelin · Lake Brown · Lake Grace · Lake King · Ledge Point · Manmanning · Marvel Loch · Meckering · Meenaar · Merredin · Miling · Minnivale · Mogumber · Mokine · Moodiarrup · Mooliabeenee · Moora · Moorine Rock · Moorumbine · Moulyinning · Mount Hardey · Mount Kokeby · Mount Walker · Muchea · Mukinbudin · Muntadgin · Nalya · Nangeenan · Narembeen · Narrogin · New Norcia · Newdegate · Nilgen · Nokaning · North Bannister · Northam · Nukarni · Nungarin · Pantapin · Piawaning · Piesseville · Pingaring · Pingelly · Pithara · Popanyinning · Quairading · Quindanning · Regans Ford · Seabird · Shackleton · Southern Cross · Spencers Brook · Tammin · Tincurrin · Toodyay · Trayning · Varley · Wagin · Walebing · Walgoolan · Wandering · Wannamal · Watheroo · Welbungin · West Dale · West Toodyay · Westonia · Wialki · Wickepin · Wilbinga · Williams · Wongan Hills · Woodridge · Wubin · Wundowie · Wyalkatchem · Yealering · Yelbeni · Yellowdine · Yilliminning · Yerecoin · York · Yorkrakine · Yornaning · Yoting · Youndegin